# تفعيلة
التَّفَاعِيلُ (المفرد: تَفْعِيلَةٌ) أو الأَفَاعِيلُ أو الأَرْكَانُ (المفرد: رُكْنٌ) أو الأَجْزَاءُ (المفرد: جُزْءٌ) أو الأَوْزَانُ (المفرد: وَزْنٌ) أو الأَمْثَالُ (المفرد: مِثَالٌ) هي مجموعة من عشرة ألفاظ في علم العروض اتفق القدماء أن يوزن الشعر العربي بها، وهي: فعولن، مفاعيلن، مفاعلتن، فاعلن، فاعلاتن، متفاعلن، مستفعلن، مفعولات، فاع لاتن، مستفع لن. وهذه الألفاظ مكونة من الحروف: الفاء، والعين، واللام، والنون، والميم، والسين، والتاء، وحروف العلة، وجمعها بعضهم في قوله: «لمعت سيوفنا».
والتفاعيل العشر تُقابِلُ بحروفها في الوزن حروف الكلمات الموزونة في البيت من الشعر، فما كان متحركاٌ قوبِلَ بمتحرك، وما كان ساكناٌ قوبلَ بساكن.

## فَعُوْلُنْ
تُكَوِّن التفعيلة «فَعُوْلُنْ» جزءاٌ من أجزاء البحور التالية:
- بحر الطويل:

(البيت المصرع)
- بحر البسيط المُخَلَّع:

- بحر الوافر بعروض وضرب مقطوعان:

- بحر الهزج بضرب محذوف:

- بحر المتقارب:

(الصحيح)
- يدخل نوع واحد من الزحاف على فعولن: هو القبض فتصير التفعيلة: «فعولُ».
- أنواع العلل التي تدخل على فعولن: الحذف فتصير «فعلُ»، القطع فتصير «فِعْ لُنْ»، البتر فتصير «فعْ»، القصر فتصير «فعولُ»، الحذذ فتصير «فَعْ»

## فاعِلاتُنْ
بحر الرمل: فاعلاتن 6x